# Dendrobium leeanum
Dendrobium leeanum är en orkidéart som beskrevs av O'brien. Dendrobium leeanum ingår i släktet Dendrobium, och familjen orkidéer. Inga underarter finns listade i Catalogue of Life.